# Anguix
Anguix – gmina w Hiszpanii, w prowincji Burgos, w Kastylii i León, o powierzchni 13,44 km². W 2011 roku gmina liczyła 133 mieszkańców.